# 6.25 전쟁 기간 캐나다의 군사사
6.25 전쟁 참전국 캐나다군은 1950년 7월 30일부터 1953년 6.25 전쟁 휴전까지 총 26,791명이 파병되었다. UN 깃발 아래 한국전쟁에 참전한 16개국 중 미국과 영국 다음으로 많은 수의 군대를 파병하였고, 육·해·공군을 모두 파병한 4개 국가에 속한다.
캐나다는 신속하게 대규모의 육·해·공군을 파병함으로써 다른 유엔 회원국들의 적극적인 동참을 유도하는 선도적 역할을 담당하기도 했다. 휴전 이후에도 1955년까지 캐나다군 약 7000명이 추가 파병되었다.
이처럼 캐나다와 대한민국은 6·25전쟁을 통해 혈맹의 우호관계를 구축하였다.

당시 캐나다의 국기

현재 캐나다의 국기

## 참전 배경
1950년 6월 북한군의 남침 소식을 접한 캐나다는 당시 한국과의 외교관계가 전혀 이루어지지 않는 상황임에도 불구하고 미국과 UN의 북한국에 대한 응징에 적극적인 지지를 표명하며 1950년 6월 30일 캐나다 의회는 "집단안보의 효율성을 과시하기 위한 정부의 어떠한 조치도 적극 지지한다."라고 발표하며 한국에 대한 파병결의안을 만장일치로 채택하였다.
당시 캐나다 하원의원의 총리였던 루이 생로랑(Louis St. Laurent)은 "유엔결의의 이행에 참여하는 것은 평화회복을 위한 유엔의 집단안보활동 중의 일부를 담당하기 위함이다."라는 연설로 파병 의의를 설명하였다.

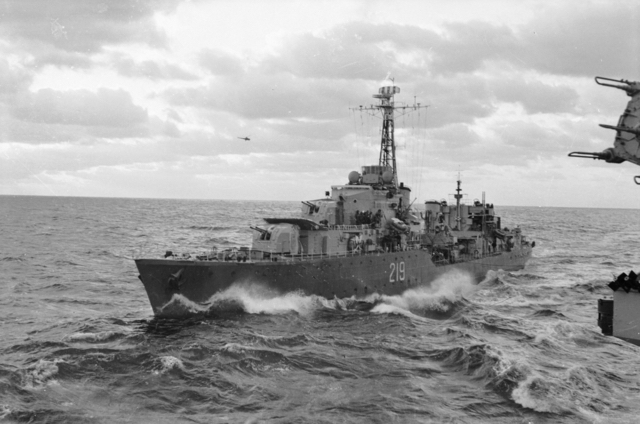
캐나다 함정 아다바스칸호의 모습

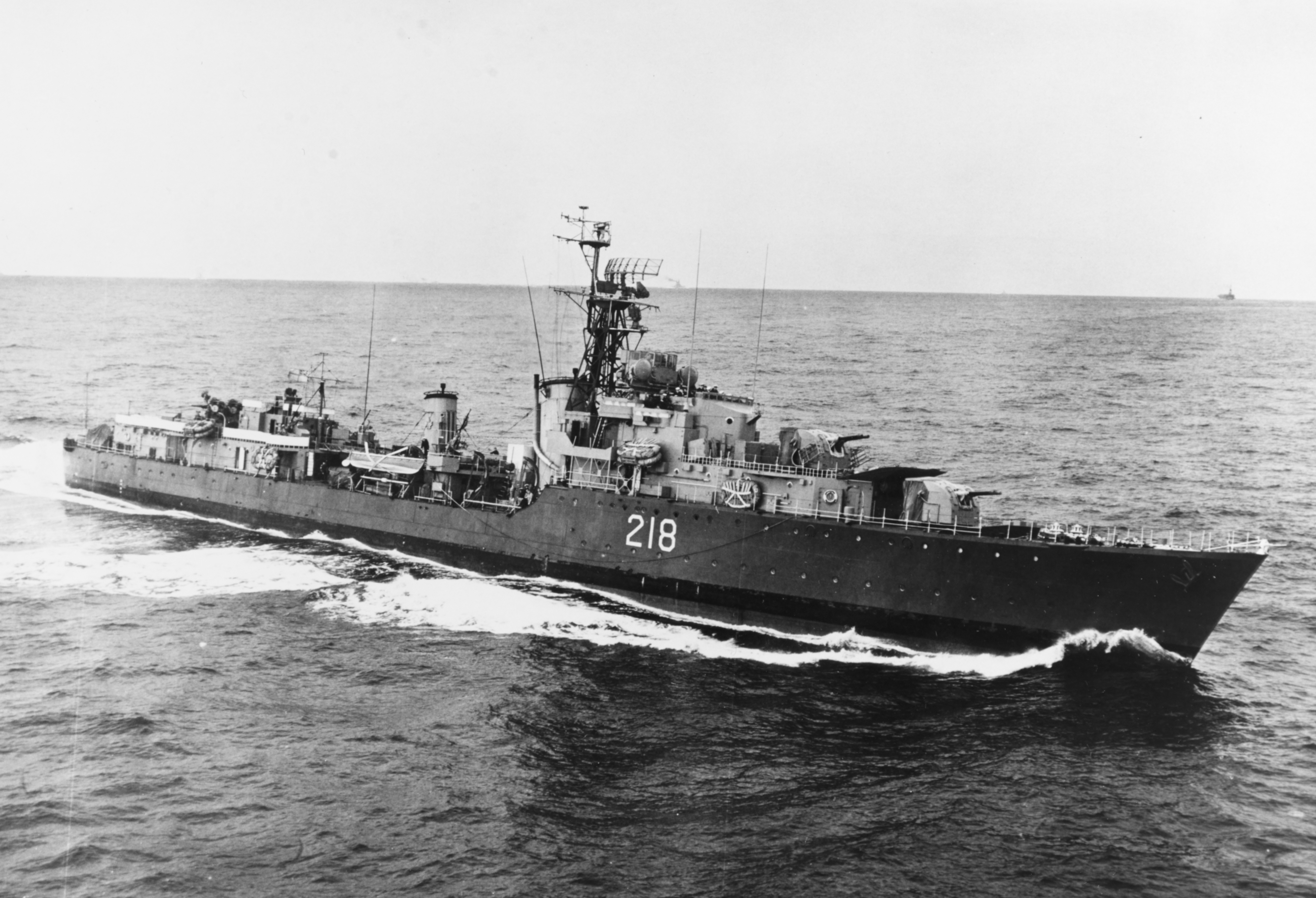
캐나다 함정 캐유가호의 모습

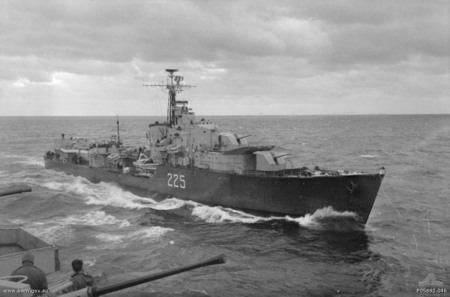
캐나다 함정 시욱스호의 모습

## 참전 규모 및 부대 편성
- 1950년 7월 5일 - 아다바스칸(Athabaskan)호, 캐유가(Cayuga)호, 시욱스(Sioux)호로 구성된 구축함 3척 파병[3]

- 미 극동해군사령부에 배속되어 미 병력수송선 엄호 / 해상초계 / 해상봉쇄 / 해안포격 / 상륙작전지원 등 다양한 임무 수행
- 1950년 7월 21일 - 제 426항공수송대대 파병[3]

- 미국 워싱턴 맥코드(McChord) 공군기지에 배속
- 공중전 경험이 있는 조종사 22명을 선발해 미 공군에 파견
- 1950년 11월 25일 - 프린세스 패트리샤 캐나다 경보병연대(Princess Patricia Canadian Light Infantry, PPCLI) 제 2대대 파병[4]

- 미 제 9군단 산하의 영연방 제 27여단에 배속
- 1951년 5월 6일 - 캐나다 제 25여단 본대 파병[4]

- 영연방 제 1사단에 배속
| 부대명         | 지휘관 | 지휘관            | 지휘관               |
| 부대명         | 계급   | 성명              | 참전기간             |
| -------------- | ------ | ----------------- | -------------------- |
| 제 25보병여단  | 준장   | J.M Rockingham    | 1951. 5. ~1952. 4.   |
| 제 25보병여단  | 준장   | M.P. Bogert       | 1952. 4. ~1953. 4.   |
| 제 25보병여단  | 준장   | J.V. Allard       | 1953. 4. ~1954. 6.   |
| 제 25보병여단  | 준장   | F.A. Clift        | 1954. 6. ~ 1954. 12. |
| PPCLI 제 2대대 | 중령   | J.R. Stone        | 1950. 12. ~1951. 11. |
| PPCLI 제 1대대 | 중령   | N.G. Wilson Smith | 1951. 10. ~1952. 11. |
| PPCLI 제 1대대 | 중령   | J.R. Cameron      | 1951. 10 ~1952. 11.  |
| PPCLI 제 3대대 | 중령   | G.C. Corbould     | 1952. 10. ~1953. 10. |
| PPCLI 제 3대대 | 중령   | H.F. Wood         | 1952. 10. ~1953. 10. |
| PPCLI 제 3대대 | 중령   | C.E.C. MacNell    | 1952. 10. ~1953. 10. |
| PPCLI 제 3대대 | 중령   | M.F. MacLachlan   | 1952. 10. ~1953. 10. |
| PCR 제 2대대   | 중령   | R.A. Keane        | 1951. 5. ~1952. 4.   |
| PCR 제 2대대   | 중령   | G.C. Corbould     | 1951. 5. ~1952. 4.   |
| PCR 제 1대대   | 중령   | P.R. Binham       | 1952. 4. ~1953. 3.   |
| PCR 제 3대대   | 중령   | K.L. Campbell     | 1953. 3. ~1954. 3.   |
| P22eR 제 2대대 | 중령   | J.A. Dextraze     | 1951. 5. ~1952. 4.   |
| P22eR 제 2대대 | 중령   | J.A.A.G Vallee    | 1951. 5. ~1952. 4.   |
| P22eR 제 1대대 | 중령   | L.F. Trudeau      | 1952. 4. ~ 1953. 4.  |
| P22eR 제 3대대 | 중령   | H. Tellier        | 1953. 4. ~ 1954. 4.  |
| P22eR 제 3대대 | 중령   | J.L.G. Poulin     | 1953. 4. ~ 1954. 4.  |

## 주요 전투

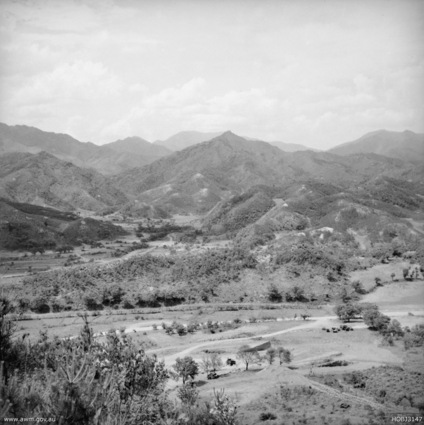
1952년 가평의 모습

### 가평지구전투
| 일시                              | 장소                      | 교전부대                              |
| --------------------------------- | ------------------------- | ------------------------------------- |
| 1951년 4월 23일 ~ 1951년 4월 25일 | 경기도 가평군 가평천 일대 | 영연방 제 27여단 vs 중공군 제 118사단 |

#### 개요
중공군의 제 5차 공세 당시 사창리 지역 한국군 제 6사단 전선으로 돌파한 중공군 제 20군이 가평 방면으로 돌파구를 확대하자 뉴질랜드 제 16포병연대의 지원 아래 영연방 제 27여단 예하 캐나다군 제 2대대, 호주군 대대, 영국군 미들섹스대대가 1951년 4월 23일 ~ 1951년 4월 25일에 저지 진지를 편성하여 가평천 일대에서 중공군의 침투를 저지한 방어전투이다.
캐나다군은 이 전투에서 가평천 건너 맞은편 677고지에 배치되어 영연방 제 27여단의 좌일선 방어를 담당하였다.

#### 전투 경과
- 1951년 4월 23일 22시경 - 여단 전방의 우측전선을 방어 중이던 호주 대대 정면에 중공군 제 118사단 제 354연대 제 3대대가 모습을 보이기 시작함[6]

- 1951년 4월 24일 01시경 - 중공군의 선제 공격개시 -> 치열한 공방전 끝 호주군 대대가 적을 격퇴[6]

- 1951년 4월 24일 17시경 -  중공군의 끊임없는 공격으로 위협을 느낀 호주 대대 철수[6]

- 1951년 4월 24일 18시경 - 제 1기병 사단 제 5연대 병력을 양분하여 캐나다 대대 후방과 영국 미들섹스대대 후방에 각각 배치되어 지원[6]

- 1951년 4월 24일 20시경 - 중공군이 박격포를 통해 캐나다 대대 진지를 공격 -> 캐나다 대대의 대응으로 격퇴[6]

- 1951년 4월 24일 23시경 - 중공군이 더 많은 병력을 투입하여 캐나다 진지 공격 -> 캐나다군의 진지 일부가 적에게 점령되었으나 곧바로 역습을 감행해 치열한 백병전을 통해 진지를 재탈환함[6]

- 1951년 4월 25일 새벽 - 중공군이 667고지 공격을 통해 캐나다 대대 진지 일부 탈환 -> 여단의 지원 하 진지 방어에 성공 / 중공군 북쪽으로 이동하며 영연방 제 27여단의 승리로 일단락[6]

#### 결과
영연방 제 27여단이 중공군의 남하를 저지하면서 유엔군은 북한강을 경계로 방어선을 구축할 수 있는 시간을 확보하였다.
이 전투로 캐나다군은 10명이 전사하고 23명이 부상을 입는 인명손실이 발생하였다.

### 자일리전투
| 일시            | 장소                                                    | 교전부대                           |
| --------------- | ------------------------------------------------------- | ---------------------------------- |
| 1951년 5월 30일 | 경기도 포천시 이동면 각흘봉 경기도 포천시 영북면 자일리 | 캐나다 제 25여단 vs 중공군 제 15군 |

#### 개요
미 제 25사단과 함께 포천-영평-운천 선으로 진격하던 캐나다 제 25여단이 1951년 5월 30일 포천시 자일리 일대에서 중공군 제 15군의 거센 저항으로 진격에 실패한 전투이다.

#### 전투 경과
- 1951년 5월 28일 - 캐나다군이 진격 도중 중공군의 경미한 저항을 격퇴한 후 캔사스선 통과[7]

- 1951년 5월 29일 - 캐나다군 ‘Followup' 작전에 따라 운천 인근까지 진출 -> 운천 동북쪽의 467고지(각흘봉)에서 중공군의 저항으로 진격 중단[7]
- 1951년 5월 30일 10시경 - A중대 : 운천을 통과하는 도로를 통해 자일리로 기동

B중대 : A중대 엄호를 위한 자일리 좌측의 162고지 점령을 목표로 기동
C중대 : A중대 엄호를 위한 자일리 우측의 269고지 점령을 목표로 기동
D중대 : 각흘봉 직접 공격 -> D중대가 가파른 산등성이에 접근하자 중공군의 자동화기사격에 의해 저지
- 1951년 5월 30일 11시경 - B중대 : 별다른 저항없이 자일리 좌측의 162고지 점령

C중대 : 별다른 저항없이 자일리 우측의 269고지 점령
- 1951년 5월 30일 11시 30분경 - 중공군의 저항이 D중대 뿐만 아니라 전 대대로 확대

A중대 : 중공군의 포위망 속에서 전투력 상실
B,C 중대 : 악천후로 인해 피아식별이 어려울 뿐만 아니라 사거리가 짧은 소대화기만 보유하고 있었기 때문에 A중대를 지원하는 임무 수행 불가
- 1951년 5월 30일 12시 30분경 - D중대 : 기동방향을 목표정면에서 좌측방으로 전환하며 각흘봉 서단 봉우리 점령 -> 300m 동쪽의 각흘봉 주봉을 점령하기 위하여 중공군의 기관총 제압 필요 -> 박격포 사격 2회

요청했으나 제압 실패
- 1951년 5월 30일 14시 30분경 - 여단장의 공격중지 명령 -> 중공군에 의해 포위된 A중대는 차량을 포함한 많은 장비가 손실되며 철수[7]

##### 결과
이 전투에서 캐나다군 6명이 전사하고 25명이 부상을 입는 인명손실이 발생하였다.
이 전투 이후 캐나다 제 25여단은 미 제 25사단에서 배속 해제되고 미 제 3사단에 배속되었다.

### 고왕산전투
| 일시                                | 장소                                    | 교전부대                   |
| ----------------------------------- | --------------------------------------- | -------------------------- |
| 1951년 10월 23일 ~ 1951년 10월 24일 | 경기도 연천군 왕징면 고왕리 고왕산 일대 | 캐나다 제 25여단 vs 중공군 |

#### 개요
캐나다 제 25여단이 임진강 북방의 고왕산 지역에서 1952년 10월 23일 ~ 1952년 10월 24일에 중공군의 공격을 저지한 방어전투이다.
고왕산 355고지 일대는 서울에서 북쪽으로 약 40km 떨어진 곳에 위치하고 있으며 주변 전선과 보급로가 내려다 보이는 가장 높은 지대로 높은 평가를 받는 고지였다.

#### 전투 경과
- 1952년 10월 23일 새벽 - 277고지 · 355고지 일대에 방어진지를 형성해둔 캐나다 제 25여단 정면에 중공군의 포격 집중 -> 캐나다 제 25여단 및 영연방 제 1사단 포병의 제압사격 -> 중공군의 포격 강화[8]
- 1952년 10월 23일 오후 - 227고지 · 355고지 일대의 캐나다 제 25여단 예하 1개 중대 진지로 중공군의 포병 화력 집중[8]
- 1952년 10월 23일 18시경 - 고왕산 355고지로 중공군의 포격 집중 -> 355고지 일대에 방어진지를 형성 중이던 캐나다군 중대를 타 중대 지역으로 대피시킴 -> 중공군이 355고지 탈환[8]
- 1952년 10월 24일 01시경 - 캐나다의 진지 재탈환을 위한 공격준비사격 -> 고왕산 355고지 좌단부터 227고지 우단에 이르는 지역을 집중 포격[8]
- 1952년 10월 24일 01시 20분경 - 캐나다 제 25여단 예하의 1개 중대가 탈환당한 진지를 백병전을 통해 중공군을 몰아내고 재탈환[8]

#### 결과
캐나다군은 감제고지인 355고지를 중공군의 공세로부터 사수하였다. 이후 11월에 중공군은 여러 차례 고지를 탈환하기 위해 공격했지만 별다른 수확을 얻지 못하였다.
이 전투로 캐나다군은 18명이 전사하고 25명이 부상을 입었을 뿐 아니라 4명이 실종되는 인명손실이 발생하였다.

### 나부리전투
| 일시                            | 장소                                                            | 교전부대                   |
| ------------------------------- | --------------------------------------------------------------- | -------------------------- |
| 1953년 5월 2일 ~ 1953년 5월 3일 | 경기도 연천군 백학면 나부리 마을 일대 (現 개성시 장풍군 나부리) | 캐나다 제 25여단 vs 중공군 |

#### 개요
1953년 4월 8일부터 영연방 제 1사단이 경기도 연천군의 나부리 마을에 주둔하며 사단의 중앙부 방어를 담당한 캐나다 제 25여단이 1953년 5월 2일 중공군의 공격을 방어한 전투이다.
이 전투에서 중공군은 평시와는 달리 5개 제대를 축차적으로 투입하는 새로운 전술을 구사하는 모습을 보였다.

#### 전투 경과
- 1953년 4월 26일 - 영연방 제 1사단 정면에 중공군의 포격과 정찰활동 증가[11]
- 1953년 5월 2일 - 중공군이 골짜기 일대에서 철조망을 제거하는 활동이 식별됨[11]
- 1953년 5월 2일 20시 30분경 - 캐나다 여단 측 정찰대 15명 파견 후 매복 -> 적의 움직임 식별 후 발생한 교전에서 많은 사상자가 발생 후 철수 -> 캐나다 여단 측 1개 분대 규모의 정찰대 파견 -> 중공군의 기관총 사격에 의해 저지 -> 중공군 2개 제대 교통호로 돌진 후 캐나다군 제압 -> 캐나다군의 VT탄 진내사격을 통해 중공군의 공격 기세 둔화 -> 제 81포병 연대가 적의 예상접근로 및 집결지에 포격 집중 -> 이미 캐나다군 진지로 깊숙이 침투한 중공군이 수류탄을 투척하며 돌진[11]
- 1953년 5월 3일 01시경 - 교통호를 통해 캐나다군 진지로 돌진하는 중공군을 향한 집중사격으로 격퇴[11]

#### 결과
캐나다 여단은 중공군의 공세 속에서 나부리 일대 진지를 회복하였으나 불과 2시간 정도 지속된 전투에서 캐나다군 30명이 전사하고 41명이 부상을 입는 많은 인명손실이 발생하였다.

## 참전 결과

### 캐나다군 인명 피해 현황
| 전사/사망 | 부상    | 실종 | 포로 | 계      |
| --------- | ------- | ---- | ---- | ------- |
| 516명     | 1,212명 | 1명  | 32명 | 1,761명 |

### 한국-캐나다의 우호관계 형성
한국과 캐나다 양국은 6.25전쟁을 통해 맺은 우호관계를 통해 1963년 1월 14일 공식 외교관계를 수립하였다. 이후 한국은 1963년 1월 28일 이수영 대사를, 캐나다는 1964년 11월 11일 리차드 바워 대사의 신임장을 제정할 뿐만 아니라 1964년 한국은 오타와에, 캐나다는 1974년 서울에 상주대사관을 개설하였다. 이후에도 한국은 벤쿠버와 토론토, 몬트리올에 총영사관을 개설하며 양국의 우호협력을 위해 노력하였다.
2013년 양국은 수교 50주년을 맞아 각각 ’한국의 해‘와 ’캐나다의‘해를 선포함과 동시에 정전협정 60주년을 기념하기 위해 ’한국전 참전용사의 해‘로 지정했다. 이후에도 양국의 정상 등 고위급 인사교류를 통해 양국 관계의 강화 및 실질적인 협력관계를 쌓아오고 있다.

### 한국-캐나다의 6.25 전쟁 참전기념 활동

#### 한국의 참전기념 활동
| 이름                | 목적 | 건립일           | 건립자                                  | 위치                                |
| ------------------- | --- | ---------------- | --------------------------------------- | ----------------------------------- |
| 캐나다 전투 기념비  | 가평전투의 승리를 기념하고 캐나다군의 용맹성을 널리 알리기 위함                                               | 1983년 12월 30일 | 가평군, 캐나다 정부, 유엔한국참전국협회 | 경기도 가평군 북면 이곡리 207-4     |
| 홍천지구 전투전적비 | 홍천지구 전투에 참전하여 중공군의 공세로부터 중부 전선을 확보한 것을 기념하고 산화한 호국영령을 추모하기 위함 | 1957년 3월 15일  | 육군 제1사단                            | 강원도 홍천군 홍천면 연봉리 산363-1 |
| 유엔기념공원        | 6.25전쟁에서 전사한 유엔군 장병들을 안치하기 위해 추모시설로 만든 세계유일의 유엔군 묘지                      | 1951년 1월18 일  | 유엔군 사령부                           | 부산시 남구 대연 4 동 779번지       |

#### 참전기념 행사
- 유엔군 참전용사 재방한 사업[15] - 1975년부터 시작되었으며 캐나다군을 비롯한 유엔군 참전용사들 참전에 감사의 뜻을 전하고, 한국의 발전상을 보여줌으로써 참전자의 자긍심과 명예를 선양하기 위한 행사이다. 매년 본 행사를 통해 캐나다 6.25 참전용사들이 한국을 방문한다.
- 정전협정 및 유엔군 참전의 날 - 2013년 국가기념일로 지정되었으며 국가보훈처 주관 매년 정부기념행사 거행한다. 유엔군 참전용사들의 희생과 공헌을 기리기 위하여 시행되었다.

#### 캐나다의 참전기념 활동
| 이름                        | 목적 | 건립일          | 건립자            | 위치                                                                                    |
| --------------------------- | --- | --------------- | ----------------- | --------------------------------------------------------------------------------------- |
| 오타와 한국전 전사자 기념비 | 전쟁 참전용사 뿐만 아니라 휴전 후 평화복구를 위해 한국에 주둔했던 캐나다군을 기리기 위함                                  | 2003년 9월 28일 | 캐나다 참전용사회 | south side of the Mackenzie King Bridge between Elgin St. & the Rideau Canal Ottawa, ON |
| 캐나다 전쟁 박물관          | 6.25전쟁에 대한 전시실을 마련하고, 가평 전투를 중심으로 전쟁의 발발배경 / 경과 / 결과를 다양한 전시물 및 사진과 함께 전시 | 1880년          | .                 | 1 Vimy Pl, Ottawa, ON K1A 0M8, Canada                                                   |
| 캐나다 가평 참전비          | 가평전투에 참전했던 군인들을 기리기 위함                                                                                  | 1997년 1월 10일 | 캐나다 의회       | Radar Hill, Pacific Rim National Park Vancouver Island, BC                              |

#### 참전기념 행사
- 한국전쟁 참전용사의 날 - 잊혀진 전쟁으로 인식된 전쟁의 참전용사에 대한 예우와 다음 세대에 자유와 평화의 중요성을 알리자는 취지로 2013년 법정기념일로 제정되었다.[16]

## 같이 보기
- 6.25 전쟁 유엔군 파병 국가
- 6.25 전쟁 의료지원단 파견 국가

## 참고 문헌
- 김상원·최용호·서인한·정경영·권영근, 《캐나다·호주·뉴질랜드 6·25전쟁 참전사》, 국가보훈처
- 국가보훈처, 《6·25전쟁 60주년 UN 참전 기념시설물 도감》, 2010

- 6.25 전쟁과 유엔군 - 국방부 군사편찬연구소, 2015 (E-BOOK) 보관됨 2023-07-09 - 웨이백 머신
- 6.25 전쟁과 유엔군 - 국방부 군사편찬연구소, 2015 (PDF) 보관됨 2023-07-09 - 웨이백 머신
- 통계로 본 6.25 전쟁 - 국방부 군사편찬연구소, 2014 (E-BOOK) 보관됨 2023-07-09 - 웨이백 머신
- 통계로 본 6.25 전쟁 - 국방부 군사편찬연구소, 2014 (PDF) 보관됨 2021-01-11 - 웨이백 머신
- 유엔군 지원사 - 국방부 군사연구소, 1998 (E-BOOK) 보관됨 2023-07-09 - 웨이백 머신
- 유엔군 지원사 - 국방부 군사연구소, 1998 (PDF) 보관됨 2023-07-09 - 웨이백 머신
- 한국전쟁 요약 - 국방부 전사편찬위원회, 1986 (PDF) 보관됨 2023-07-09 - 웨이백 머신
- 한국전쟁사 제10권 - 유엔군 참전편 (오스트레일리아, 벨기에, 룩셈부르크, 캐나다, 콜롬비아, 에티오피아, 프랑스, 그리스, 네덜란드) - 국방부 전사편찬위원회, 1979, (E-BOOK) 보관됨 2023-06-24 - 웨이백 머신
- 한국전쟁사 제10권 - 유엔군 참전편 (오스트레일리아, 벨기에, 룩셈부르크, 캐나다, 콜롬비아, 에티오피아, 프랑스, 그리스, 네덜란드) - 국방부 전사편찬위원회, 1979, (PDF) 보관됨 2023-06-05 - 웨이백 머신

- The History of the UN Forces in the Korean War-2 (Australia, Canada, India, New Zealand, United Kingdom) - ROK Ministry of National Defense Institute for Military History, 1981 (E-BOOK) 보관됨 2023-07-09 - 웨이백 머신
- The History of the UN Forces in the Korean War-2 (Australia, Canada, India, New Zealand, United Kingdom) - ROK Ministry of National Defense Institute for Military History, 1981 (PDF) 보관됨 2023-06-05 - 웨이백 머신
- The History of the UN Forces in the Korean War-6 (Summary) - ROK Ministry of National Defense Institute for Military History, 1977 (E-BOOK) 보관됨 2023-07-09 - 웨이백 머신
- The History of the UN Forces in the Korean War-6 (Summary) - ROK Ministry of National Defense Institute for Military History, 1977 (PDF) 보관됨 2023-06-28 - 웨이백 머신